# 尼玛次仁 (1950年)
尼玛次仁（藏語：ཉི་མ་རྫོང་ཚེ་རིང་，威利转写：nyi ma tshe ring；1950年12月—），男，西藏察雅人，中华人民共和国政治人物。中共中央党校西藏班毕业，在职大学专科学历。

## 生平
1972年加入中国共产党。历任西藏自治区拉萨市商业局副局长、市总工会副主席，达孜县革委会副主任，自治区计经委副主任，自治区政府驻北京办事处副主任、主任，自治区主席助理等职。1998年5月任西藏自治区人民政府副主席，2008年1月当选西藏自治区人民代表大会常务委员会副主任。